# Esmeraldas (Ecuador)
Esmeraldas è una città dell'Ecuador capoluogo della provincia e del cantone omonimi.
È situata sulle sponde dell'Oceano Pacifico in corrispondenza dell'estuario del Río Esmeraldas. La città è dotata di un porto internazionale e di un piccolo aeroporto (identificativo IATA: ESM).
La città è situata nei pressi di impianti off-shore, motivo per cui le spiagge sono a volte inquinate da scarichi di greggio (dipende dalle correnti dell'oceano), vi si trova inoltre una grande raffineria di petrolio.
Sono caratteristiche le fontane (aventi per tema le sirene e il tradizionale ballo africano detto "marimba") fatte costruire nel 2003 dall'amministrazione comunale.
Si possono trovare spiagge stupende ma a parecchie decine di chilometri da Esmeraldas come nella vicina (25 km) cittadina di Atacames, luogo molto più turistico e attrezzato.
La città è popolata dalla più grande comunità nera dell'Ecuador, tant'è che la maggioranza dei giocatori della nazionale di calcio provengono da questa città.
La cucina locale è rinomata, soprattutto per i piatti tipici di pesce (ceviche, encocao de pescado) e di carne (pollo asado, carne asada con arroz y frejoles). Esmeraldas è nota in Ecuador come la "capitale del ritmo" per la diffusione di locali da ballo, soprattutto sulla spiaggia (balli tipici sono la salsa e la marimba). 
Il governo ecuadoriano in collaborazione col comune ha riqualificato la spiaggia (il "Malecon las palmas") con architetture moderne in stile razionalista contemporaneo.

## Galleria d'immagini

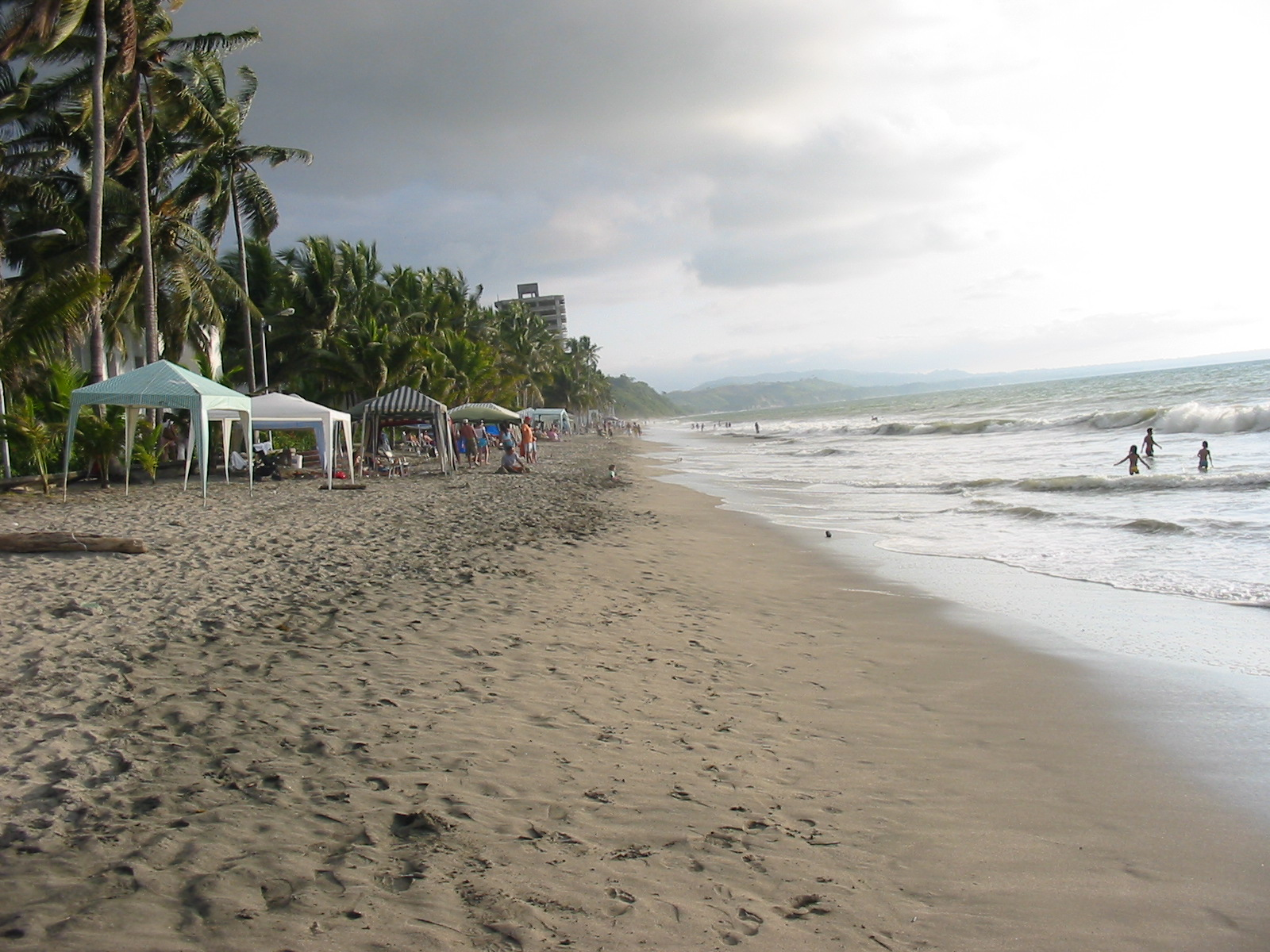
Una delle spiagge nella provincia di Esmeraldas (costa)
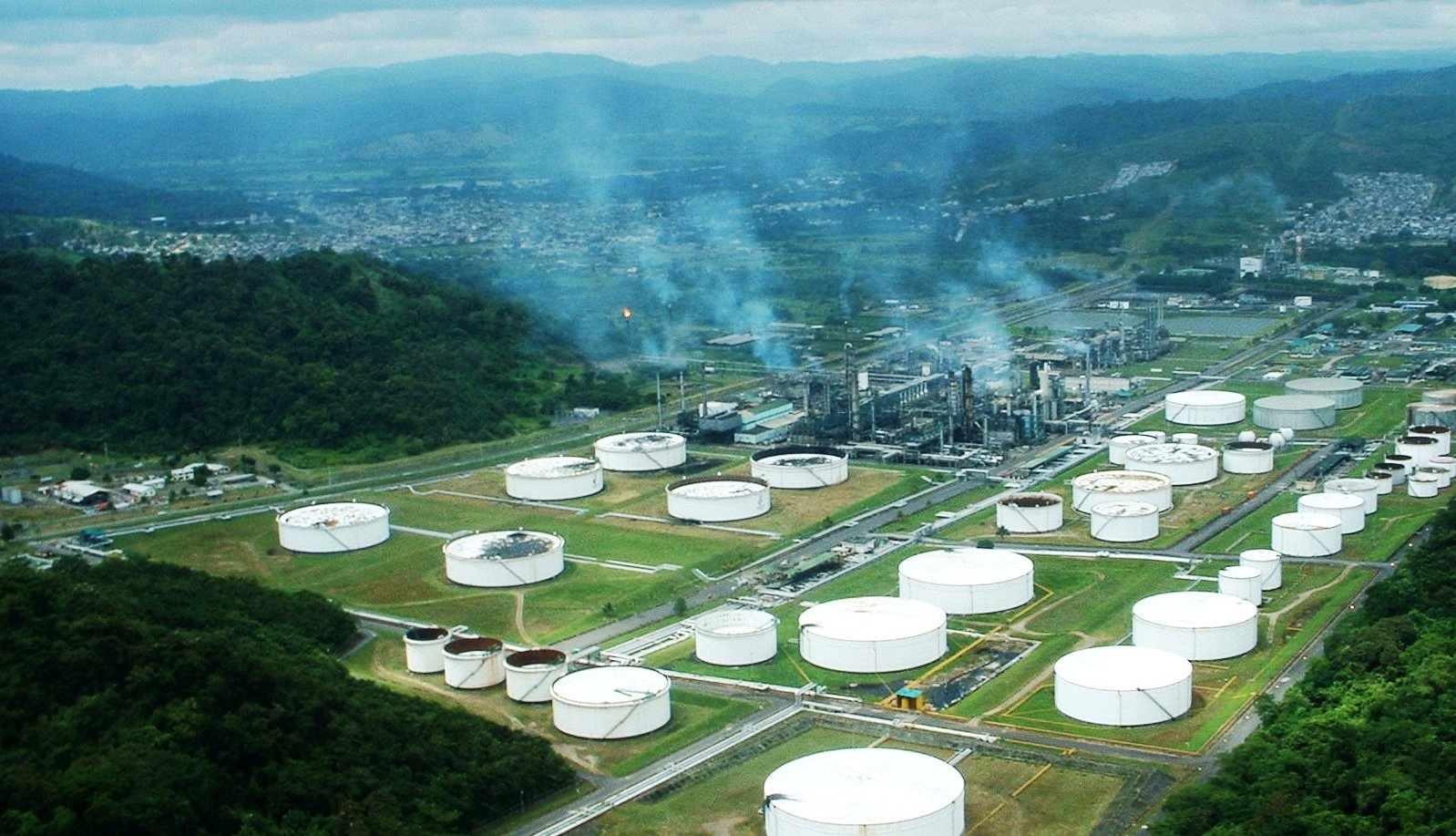
Raffinerie a Esmeraldas